# Txeriktei
Txeriktei (en rus: Чериктей) és un poble de la república de Sakhà, a Rússia, que el 2014 tenia 478 habitants, pertany al districte de Borogontsi.